# Центральный проспект (Николаев)
Центральный проспект (укр. Центральний проспект) — главная магистраль Николаева.
В настоящее время это самая широкая магистраль города. Протяжённость проспекта — около восьми километров, он пересекает почти весь город с запада на восток. Ныне проспект застроен современными жилыми кварталами, однако на некоторых участках до сих пор остаются одноэтажные дома, как например на чётной стороне проспекта между 6-й Слободской улицей и Богоявленским проспектом.
Магистраль хорошо озеленена. С внешней стороны её обрамляют ряды тополей, две полосы газонов, посреди — прогулочная аллея, которая у пересечений с поперечными улицам украшена цветниками и розариями.

## История

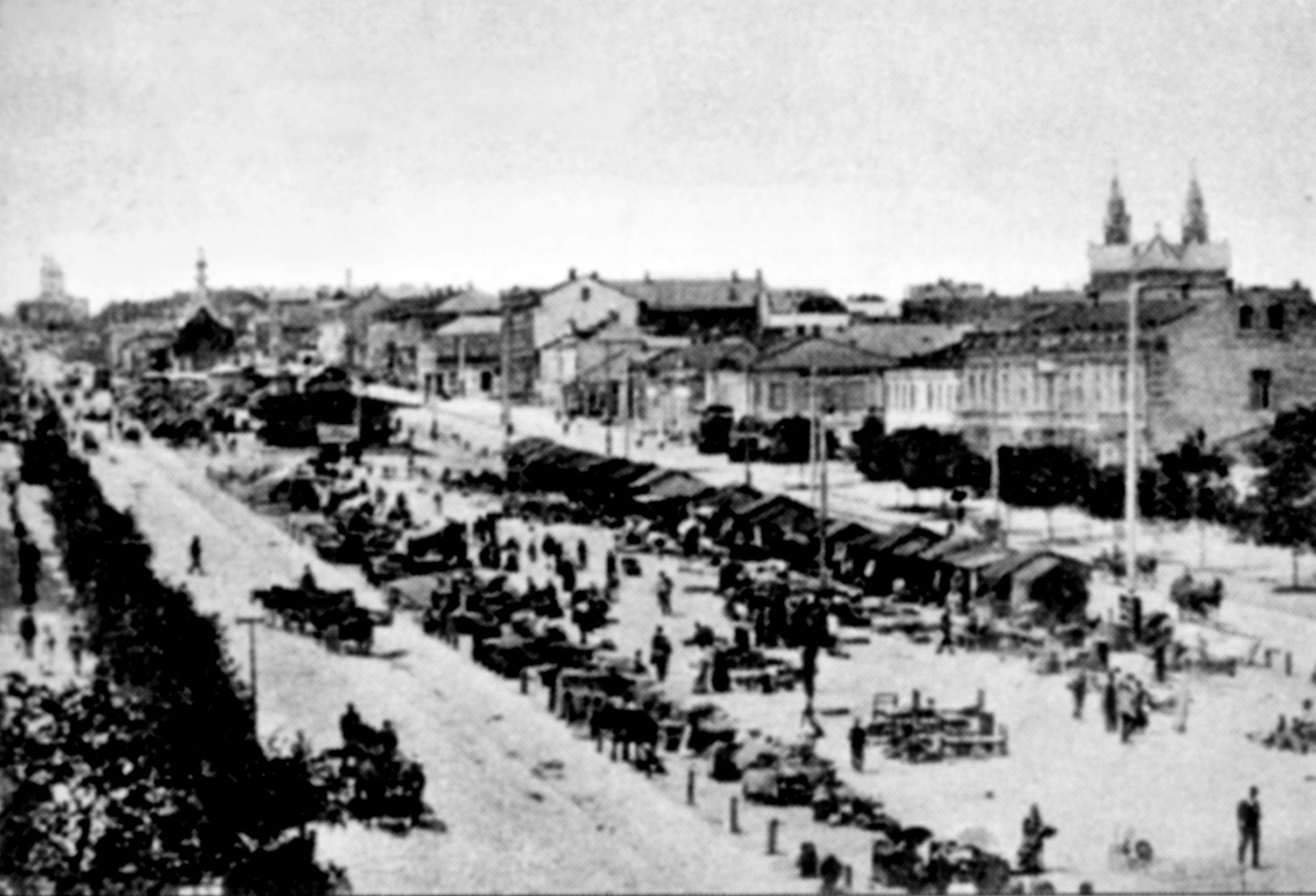
Херсонская улица в конце XIX века

В 1822 году полицмейстер Павел Фёдоров предложил название Херсонская улица, которое было официально утверждено только в 1835 году. Улица начиналась от Спасского холма и выводила к выезду из города, на Херсонскую дорогу.
В 1830-е годы на Херсонской улице располагался Воловий двор Морского ведомства и Старый редут — остатки земляной крепости, существовавшей ещё до основания Николаева. Некоторые исследователи истории Николаева высказывают сомнение в существовании Новогригрьевской крепости. В начале улицы находилась Симеоно-Агриппинская церковь, построенная в 1869 году.
В конце XIX века на Херсонской улице была построена фабрика сельскохозяйственных орудий, принадлежащая братьям Донским — одно из первых крупных капиталистических предприятий в городе.
В 1920-е годы улица была переименована в Первомайскую — в честь международного дня солидарности трудящихся.
К 90-летию со дня рождения В. И. Ленина в 1960 году улицу переименовали в проспект Ленина.
В 1970-е годы проспект продлили в сторону микрорайона «Лески».
В 2016 году, распоряжением городского головы № 28 от 19 февраля 2016 года «О переименовании объектов топонимики», проспект получил новое название — Центральный.

## Достопримечательности

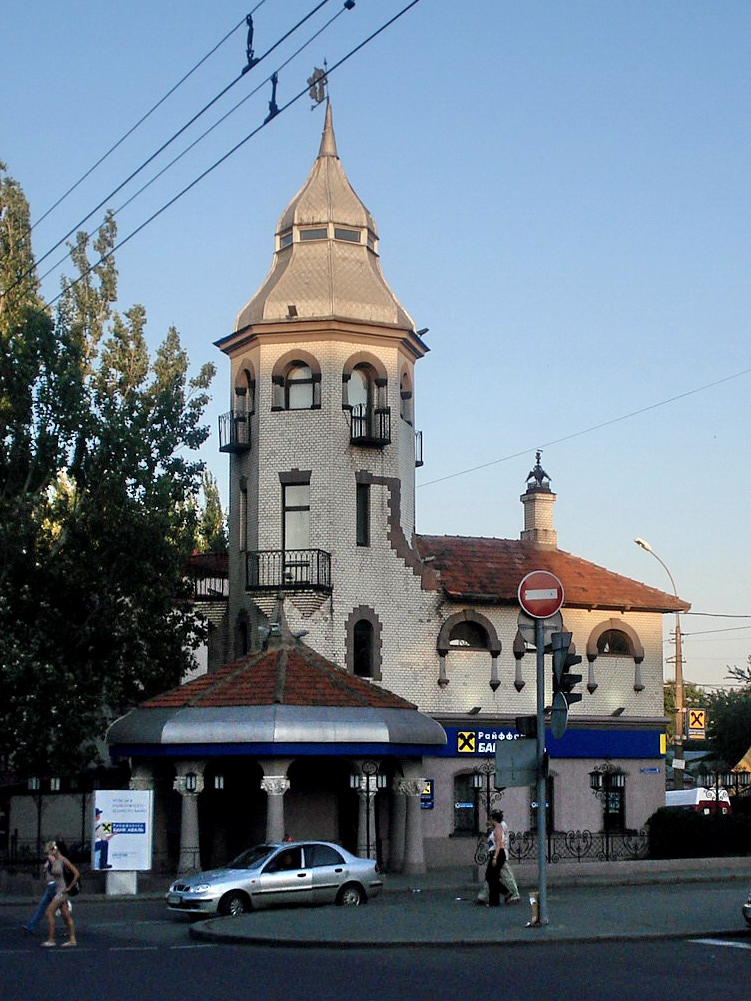
Здание бывшей Первой трамвайной подстанции

Монумент освободителям города

На пересечении с улицей Декабристов в 1967 году был открыт мемориальный комплекс воинам-освободителям Николаева. К 35-летию освобождения города от оккупантов монумент реставрировали. Многометровый обелиск увенчан изображением ордена Отечественной войны. На две стелы нанесены названия соединений и частей, которым присвоено почётное наименование Николаевские.
На угловом доме проспекта и улицы Декабристов, 23-А висит мемориальная доска с надписью: «В доме, стоявшем на этом месте, в 1918 году работал подпольный большевистский штаб, подготовивший вооружённое мартовское восстание против австро-германских оккупантов».
На углу Центрального проспекта и Соборной улицы стоит здание бывшей Первой трамвайной подстанции, построенной в стиле модерн в 1914 году.
На пересечении Центрального проспекта (Ленина) и Садовой улицы в ноябре 1977 года установлен памятник сотрудникам милиции Николаевской области, погибших в боях за Родину и при исполнении служебного долга. На четырёхгранном постаменте установлена фигура юноши в будёновке и длиннополой шинели, с мечом и щитом в руках, символизирующая верность родине и долгу.
Напротив этого памятника, с другой стороны проспекта, находится Кафедральный собор Касперовской иконы Божьей Матери.
28 марта 1976 года на пересечении Центрального проспекта (Ленина) с 6-й Слободской улицей (Комсомольской) был сооружен памятник воинам-танкистам. На постаменте установлена боевая машина — танк Т-34-85, увековечивший подвиг танкистов 2-го гвардейского механизированного корпуса, который 28 марта 1944 года под командованием генерал-лейтенанта Карпа Свиридова прорвал оборону и в районе Слободских улиц вышел на юго-восточную окраину Николаева. Номер танка «283» символизирует дату освобождения Николаева — 28 марта 1944 года.
Проспект заканчивался мраморной стелой с барельефом Ленина.

## Здания

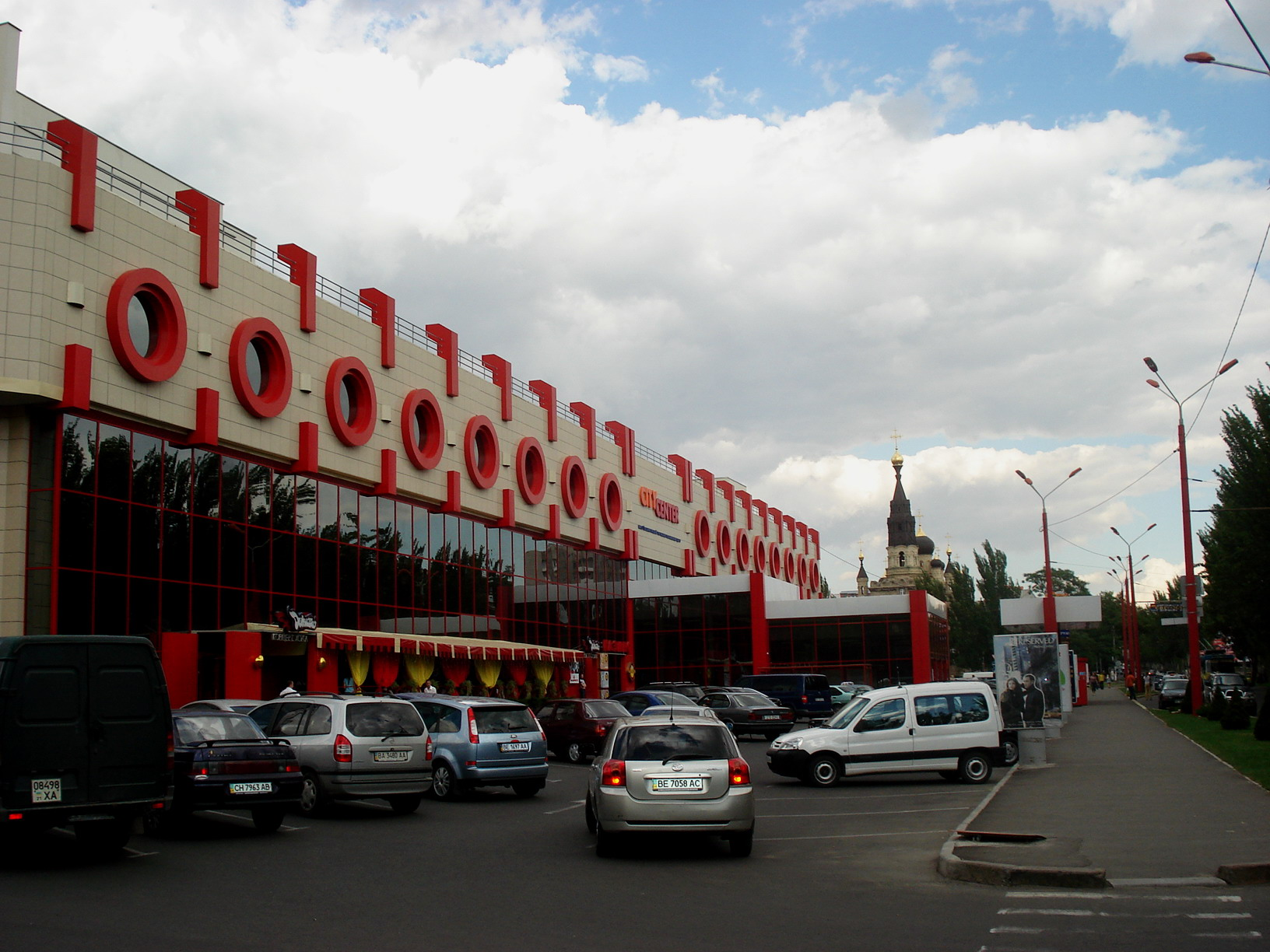
«Сити-центр»

В самом начале Центрального проспекта находится учебный корпус Национального университета кораблестроения имени адмирала Макарова. Напротив корпуса университета кораблестроения по Центральному проспекту расположен Центральный городской стадион на 16,7 тысяч мест, построенный в 1965 году.
В квартале между улицами 8 Марта и Рюмина расположен Центральный рынок, открытый в 1960 году, а напротив — пригородный автовокзал.
В квартале между улицами Малой Морской и Инженерной по Центральному проспекту расположен завод «Дормашина» — предприятие строительного и дорожного машиностроения.
На Центральном проспекте находятся две гостиницы: на углу с Соборной улицей расположена гостиница «Украина» — пятиэтажное здание, построенное в стиле классических форм и пропорций; на углу с Садовой — отель «Николаев».
На проспекте расположен Дом художника, в зале которого выставляют свои работы николаевские художники.
На пересечении Центрального проспекта и 6-й Слободской улицы расположен торговый центр «Южный Буг», открытый в 1983 году. Напротив гостиницы «Николаев» на углу проспекта и Садовой улицы находится торгово-развлекательный центр «Сити-центр».

## Транспорт
Проспект обеспечен тремя транспортными кольцами — на перекрёстках с Пушкинской и Садовой улицами и Богоявленским проспектом.